# Народна республіка
Народна республіка — термін, який часто використовували марксистсько-ленінські уряди, для позначення їх держав. Мотивація для використання цього терміна полягає у твердженні, що марксистсько-ленінські уряди керують відповідно до інтересів переважної більшості народу, і, таким чином, марксистсько-ленінська республіка є Народною Республікою. Багато з цих країн також називали себе соціалістичними державами в своїх конституціях, Албанія, наприклад, використовувала терміни, як «соціалістична», так і «народна» у своїй офіційній назві у 1976—1991.
У політичному плані країни народної демократії характеризувалися багатопартійністю і знаходженням при владі урядів Національних (Народних) фронтів на чолі з комуністичними партіями.
Національні фронти в Європі виникли для вирішення загальнонаціональних завдань — звільнення від фашизму, відновлення національної незалежності, забезпечення демократичних свобод населенню. До складу фронтів входили робітничі, селянські а в деяких країнах й помірковані чи центристські партії. Уряди Національних фронтів прийшли до влади у всіх країнах Центральної та Південно-Східної Європи в 1943—1945 роках. В Албанії та Югославії, де провідну роль в народно-визвольній боротьбі та Національних фронтах грали комуністи, вони й очолили нові уряди, в інших країнах були створені коаліційні уряди.
Соціалістичні перетворення в рамках «Народно-демократичної революції» здійснювалися з використанням парламенту, в рамках попередньої конституції. Злам старої державної машини відбувався більш поступово, ніж в СРСР, деякий час зберігалися старі політичні форми. Однією з відмінних рис народної демократії було, як правило, збереження загального і рівного виборчого права за всіма громадянами. При цьому в Румунії, Угорщині та Болгарії зберігся інститут монархії.
На Заході країни з марксистсько-ленінськими урядами, називалися «комуністичними державами», хоча вони ніколи не використовували цю назву для позначення себе і використовували термін країни народної демократії.
У 1990-х роках, багато з самопроголошених «Народних Республік» Східної Європи (Польща, Угорщина та Болгарія) і Монголія скоротили термін і стали відомими просто як «республіка», через те що вони прийняли ліберально-демократичну систему правління — термін «Народна Республіка» асоціювався з колишніми комуністичними режимами.

## Економіка і соціальна сфера
Політикою Національних фронтів передбачалося вилучення власності фашистів і їх спільників, такі підприємства переходили під державне управління. Прямої вимоги ліквідації капіталістичної власності не висувалося. При збереженні приватних і кооперативних підприємств значно більшу, ніж в довоєнний період, роль став грати державний сектор.
У країнах народної демократії проводилася аграрна реформа, в результаті якої проводилася ліквідація великого поміщицького землеволодіння за принципом «Земля належить тим, хто її обробляє». Конфіскована земля, в першу чергу — у тих землевласників, котрі співпрацювали з окупантами — передавалася частково селянам (за невисоку плату), частково переходила до держави. У тих країнах, з територій яких відбувалося виселення німців на територію Німеччини (Польщі, Чехословаччини та Югославії), їх землі також конфісковували.

## Цілі і підсумки
Створення народно-демократичних урядів дозволило комуністам прийти до влади й почати будівництво соціалізму мирним шляхом, без громадянських воєн і суспільних потрясінь, на основі міжкласового союзу та залучення в політичне життя широкого кола політичних сил, тобто інакше, ніж це відбувалося в СРСР. Однак з початком Холодної війни і посиленням економічного і політичного протистояння відбулося посилення політичного режиму та прискорення в багатьох країнах переходу до соціалістичних форм в економіці. До середини 1947 року в багатьох країнах комуністичні партії витіснили з Національних фронтів своїх союзників справа та зміцнили свої позиції в керівництві державою та економічним життям. У 50-ті — 80-ті роки XX століття термін «країни народної демократії» часто застосовувався для позначення сукупності всіх соціалістичних країн з багатопартійною системою.
Наразі три комуністичних держави вживають термін Народна Республіка в їх назві:
- Китайська Народна Республіка
- Корейська Народно-Демократична Республіка
- Народно-Демократична Республіка Лаос

Історичні Народні Республіки
- Українська Народна Республіка (1917—1920)
- Українська Народна Республіка Рад (1917—1919)
- Кримська Народна Республіка (1917—1919)
- Білоруська Народна Республіка (1918—1920)
- Західно-Українська народна республіка (1918—1919)
- Кубанська Народна Республіка (1918—1920)
- Лемко-Русинська Республіка (1918—1920)
- Бухарська Народна Радянська Республіка (1920—1924)
- Хорезмська Народна Радянська Республіка (1920—1923)
- Тувинська Народна Республіка (1921—1944)
- Монгольська Народна Республіка (1924—1992)
- Федеративна Народна Республіка Югославія (1946—1963)
  - Народна Республіка Боснія і Герцеговина (1946—1963)
  - Народна Республіка Македонія (1946—1963)
  - Народна Республіка Сербія (1946—1963)
  - Народна Республіка Словенія (1946—1963)
  - Народна Республіка Хорватія (1946—1963)
  - Народна Республіка Чорногорія (1946—1963)
- Народна Соціалістична Республіка Албанія (1946—1992)
  - Народна Республіка Албанія (1946—1976)
- Народна Республіка Болгарія (1946—1990)
- Румунська Народна Республіка (1947—1965)
- Угорська Народна Республіка (1949—1989)
- Польська Народна Республіка (1952—1989)
- Народна Республіка Південного Ємену (1967—1970)
- Народна Республіка Конго (1970—1992)
- Народна Демократична Республіка Ємен (1970—1990)
- Народна Республіка Бенін (1975—1990)
- Народна Республіка Мозамбік (1975—1990)
- Народна Республіка Ангола (1975—1992)
- Народна Республіка Кампучія (1979—1989)
- Народно-Демократична Республіка Ефіопія (1987—1991)
- Велика Соціалістична Народна Лівійська Арабська Джамахирія

Інші назви що зазвичай використовувалися марксистсько-ленінськими державами: Демократична Республіка (наприклад, Німецька Демократична Республіка і Демократична Федеративна Югославія (1943—1946), і «Соціалістична Республіка» (наприклад, Соціалістична Республіка В'єтнам).
Проте жоден з двох термінів, згаданих вище, ні термін «Народна Республіка» саме по собі, не є унікальним для марксистів-ленінців. Всі три з них також використовувались в ряді країн, які не були марксистсько-ленінськими. Є дві народні республіки, які не є марксистсько-ленініські:
- Народно-Демократична Республіка Алжир
- Народна Республіка Бангладеш